# Liste des écoles nationales supérieures en Algérie
Cet article présente la liste des écoles nationales supérieures en Algérie.
Le réseau universitaire algérien compte 36 écoles nationales supérieures..

## Région Est
- École nationale polytechnique de Constantine
- École nationale supérieure de comptabilité et de finance de Constantine
- École nationale supérieure de biotechnologie de Constantine
- École nationale supérieure des mines et métallurgie d'Annaba
- École nationale supérieure de technologies industrielles d'Annaba
- École nationale supérieure des énergies renouvelables, environnement et développement durable de Batna
- École nationale supérieure des sciences de gestion d'Annaba

## Région Centre
- École nationale polytechnique
- École nationale supérieure agronomique
- École nationale supérieure d'informatique
- École polytechnique d'architecture et d'urbanisme
- École nationale supérieure de technologie d'Alger
- École supérieure de commerce
- École des hautes études commerciales (EHEC) d'Alger
- École supérieure en sciences et technologies de l'informatique et du numérique de Béjaia
- École nationale supérieure des nanosciences et nanotechnologie
- École nationale supérieure des systèmes autonomes
- École nationale supérieure des travaux publics
- École nationale supérieure des sciences de l’aliment et des industries agroalimentaires d’Alger
- École nationale supérieure en sciences de la mer et de l’aménagement du littoral d’Alger
- École nationale supérieure vétérinaire
- École nationale supérieure en statistique et en économie appliquée
- École nationale supérieure de management
- École nationale supérieure de journalisme et des sciences de l'information
- École nationale supérieure des sciences politiques
- École nationale supérieure des sciences appliquées d'Alger
- École nationale supérieure d'hydraulique Blida
- École supérieure de gestion et d'économie numérique
- École nationale supérieure des TIC et de la Poste (ENSTICP)

## Région Ouest
- École nationale polytechnique d'Oran
- École supérieure en génie électrique et énergétique d'Oran
- École nationale supérieure d’économie d’Oran
- École nationale supérieure des sciences biologiques  d' Oran
- École nationale supérieure de management de Tlemcen
- École nationale supérieure des sciences appliquées de Tlemcen
- École nationale supérieure d'informatique de Sidi Bel Abbés
- École nationale supérieure agronomique de Mostaganem
- École nationate supérieure des télécommunications et technologies de l'information et de la communication d'Oran (ENSTTIC)